# Sulcoretepora raricosta
Sulcoretepora raricosta är en mossdjursart som först beskrevs av McCoy 1844.  Sulcoretepora raricosta ingår i släktet Sulcoretepora och familjen Cystodictyonidae. Inga underarter finns listade i Catalogue of Life.